# Arsos/Yiğitler
Arsos (griechisch Άρσος, türkisch Yiğitler) ist ein Ort im Distrikt Lefkoşa in der Türkischen Republik Nordzypern beziehungsweise im Bezirk Larnaka der Republik Zypern. Bei der letzten amtlichen Volkszählung im Jahr 2011 hatte der Ort 327 Einwohner.

## Lage

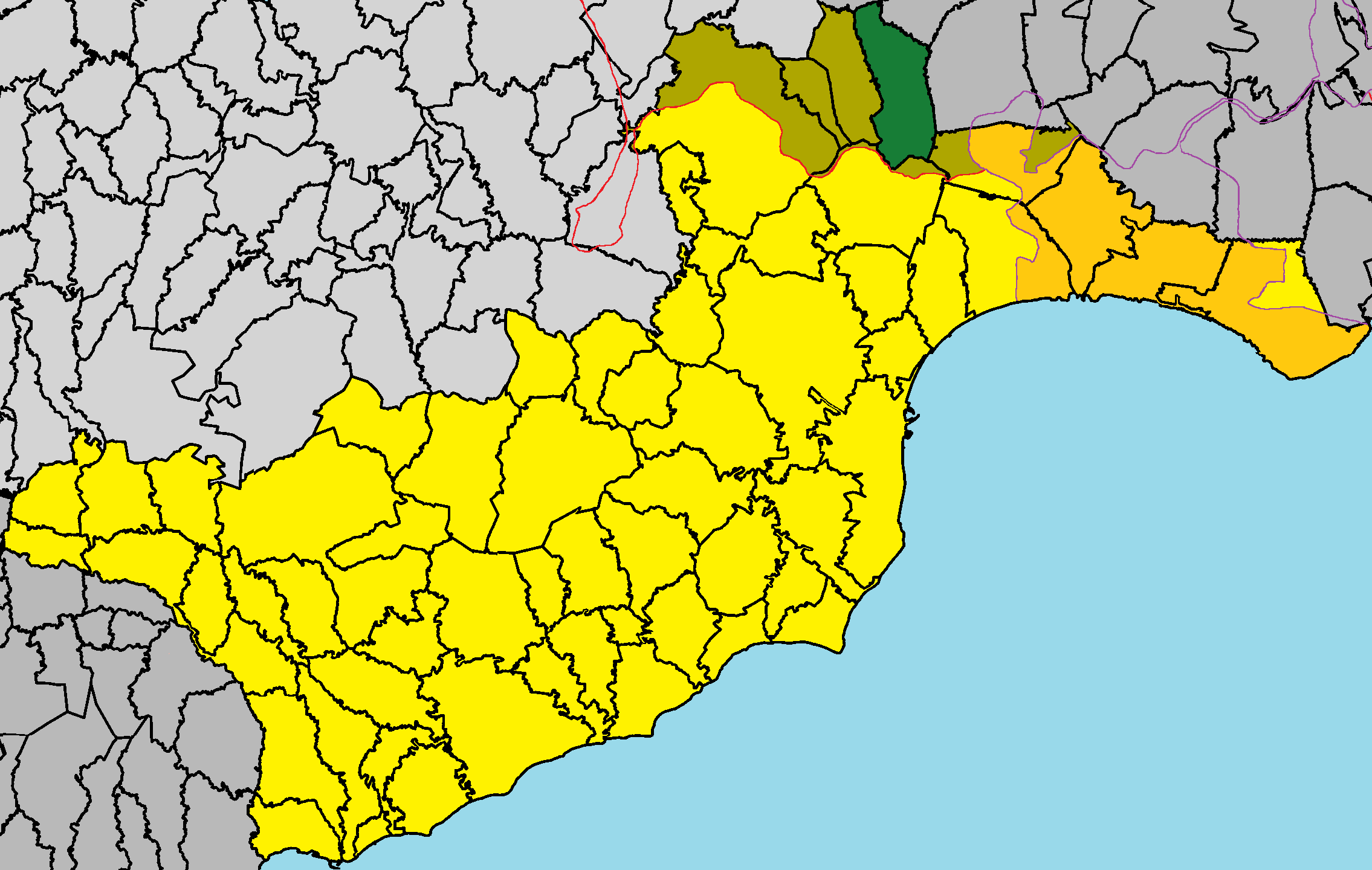
Lage der Gemeinde im Bezirk Larnaka

Arsos liegt im Südosten der Insel Zypern auf 87 Metern Höhe, etwa 25 km südöstlich der Hauptstadt Nikosia, 16 km nördlich von Larnaka und 28 km westlich von Famagusta.
Der Ort befindet sich etwa 2 km nördlich der Pufferzone zur Republik Zypern. Im Westen beginnt nach zyprischer Verwaltungsgliederung der Bezirk Nikosia und im Osten und Norden der Bezirk Famagusta beziehungsweise in der Türkischen Republik Nordzypern der Distrikt Gazimağusa.
Orte in der Umgebung sind Lysi/Akdoğan im Osten, Beyarmudu/Pergamos im Südosten, Troulloi im Süden sowie Tremetousia/Erdemli und Melouseia/Kırıkkale im Westen.